# Christina Benecke
Christina Benecke est une ancienne joueuse allemande de volley-ball née le 14 octobre 1974 à Hambourg. Elle mesure 1,91 m et jouait au poste de centrale. Elle a totalisė 177 sélections en équipe d'Allemagne.

## Clubs
| Club                    | De        | À         |
| ----------------------- | --------- | --------- |
| TV Fischbek             | 1997-1998 | 1997-1998 |
| Schweriner SC           | 1998-1999 | 1998-1999 |
| Romanelli Firenze       | 1999-2000 | 2001-2002 |
| NA. Hamburg             | 2002-2003 | 2008-2009 |
| SC Alstertal-Langenhorn | 2009-2010 | 2013-2014 |

## Palmarès
- Coupe d'Allemagne
  - Finaliste : 2004, 2008.